# Zygmunt Głowacki
Zygmunt Głowacki (ur. 21 marca 1877 w Trzemesznie, zm. w grudniu 1939 w Warszawie) – polski prawnik, działacz poznański, polityk, senator w II RP.

## Życiorys

### Wykształcenie
Uczył się w gimnazjach w Gnieźnie i Drawsku Pomorskim. Zdał maturę (egzamin abituriencki) 9 marca 1899 roku. Studiował ekonomię i prawo na uniwersytetach we Wrocławiu, Monachium i Greifswaldzie. 17 listopada 1904 roku w Greisfaldzie obronił doktorat z nauk prawniczych. Przedtem zdał egzamin referendarski we Wrocławiu (1902), później asesorski w Berlinie (1907).

### Działalność niepodległościowa
Będąc uczniem gimnazjum działał w tajnym Towarzystwie Tomasza Zana. Ze względów politycznych opuścił Gniezno w 1897 roku i przeniósł się do Drawska Pomorskiego.
W maju 1917 roku (według innych źródeł w 1914 roku) powołany do armii niemieckiej (do listopada 1918 roku służył jako podoficer w sądach wojennych w Poznaniu). W 1918 roku był członkiem Komendy Głównej Straży Obywatelskiej i organizatorem sądownictwa w czasie Powstania Wielkopolskiego, następnie organizatorem Straży Ludowej w Poznaniu (w której szeregach uczestniczył w oswobodzeniu Poznania). Od maja 1919 roku służył jako oficer sądowy w Inspekcji Obrony Krajowej. Na początku 1920 roku zgłosił się ochotniczo do wojska, jednak w kwietniu 1920 roku został zwolniony do rezerwy w stopniu porucznika.

### Praca
W latach 1908–1919 pracował (gdy nie był w wojsku) jako adwokat. Od lipca 1919 roku został szefem więziennictwa w Departamencie Sprawiedliwości Ministerstwa byłej Dzielnicy Pruskiej (naczelnikiem wydziału i członkiem komisji dla egzaminów aplikanckich i sądowych), od lutego do października 1921 roku pracował jako dyrektor Departamentu Więziennictwa w Ministerstwie Sprawiedliwości w Warszawie. W latach 1922–1928 był kolejno syndykiem i dyrektorem Giełdy Zbożowo-Towarowej w Poznaniu. W kadencji 1923–1934 był członkiem Magistratu i honorowym radcą m. Poznania, a od 1928 roku współtworzył i prezesował Radzie Nadzorczej Fabryki Opon Samochodowych „Stomil” SA. Od 1929 roku pracował jako radca krajowy Poznańskiego Wojewódzkiego Związku Komunalnego, a od 1932 roku ponadto jako wicestarosta krajowy w Poznaniu.

### Działalność społeczna i polityczna
Przez wiele lat był prezesem Związku Towarzystw Powstańców i Wojaków w Wielkopolsce. W latach 1923–1929 organizował Zjednoczenie Kurkowych Bractw Strzeleckich RP, którym później kierował. W latach 1934–1936 był wiceprezesem, a od 1937 roku prezesem, Związku Weteranów Powstań Narodowych RP 1914–1919 i wiceprezesem Związku Powstańców Wielkopolskich po zmianie jego nazwy.
Był członkiem Bezpartyjnego Bloku Współpracy z Rządem (BBWR) oraz Rady Naczelnej Obozu Zjednoczenia Narodowego (OZN). 
W 1935 roku został  wybrany senatorem IV kadencji (1935–1938) z województwa poznańskiego z listy BBWR. W 1938 roku został ponownie wybrany z województwa poznańskiego senatorem V kadencji (1938–1939), tym razem z listy OZN. W senacie IV kadencji pracował w komisjach: administracji, prawniczej. W V kadencji w komisjach: administracyjno-samorządowej, budżetowej, gospodarczej (1937–1938), komunikacji (1937–1938), prawniczej (w której był zastępcą przewodniczącego), od czerwca 1939 roku również w komisji specjalnej ds. mniejszości niemieckiej w Polsce. 

### Śmierć
Po wybuchu II wojny światowej wyjechał do Warszawy, gdzie przeżył jej oblężenie. Zmarł w niewyjaśnionych okolicznościach w grudniu 1939 roku, złamany fizycznie i duchowo.

## Ordery i odznaczenia
- Krzyż Komandorski Orderu Odrodzenia Polski (11 listopada 1937)[5]
- Krzyż Oficerski Orderu Odrodzenia Polski (28 kwietnia 1926)[6]
- Złoty Krzyż Zasługi (9 listopada 1929)[7]
- Medal Niepodległości (19 czerwca 1938)[2]
- Medal Pamiątkowy za Wojnę 1918–1921[1]
- Medal Dziesięciolecia Odzyskanej Niepodległości[1]

## Życie prywatne
Był synem Wojciecha i Pelagii z Biesiadowskich. W latach 1908–1939 mieszkał w Poznaniu. Nie założył rodziny.